# Langues au Bangladesh
La grande majorité de la population du Bangladesh parle le bengali – langue officielle du pays, langue indo-aryenne d'origine sanscrite avec son propre alphabet. L'anglais est toutefois accepté dans les tâches administratives et dans le système éducatif et utilisé comme seconde langue parmi les membres des classes haute et moyenne. Entre 1 et 2 % de la population du Bangladesh parle l'anglais couramment, ou a des notions d'anglais. L'anglais n'est la langue maternelle que de seulement environ 15 000 Bangladais, principalement des enfants d'immigrés bangladais de la troisième ou quatrième génération, entrepreneurs ou hommes d'affaires, qui ont décidé de revenir vivre au pays, et qui vivaient en Grande Bretagne, au Canada, ou en Australie.
De nombreux Bangladais vivent et travaillent dans des pays arabes du Moyen-Orient (Arabie saoudite, Émirats arabes unis), ce qui explique que l'arabe soit parlé et connu à des degrés divers par la majorité de ceux qui reviennent au pays. L'arabe, qui est déjà une langue de culture et religieuse pour les musulmans bangladais, est enseignée dans les médersas ou écoles coraniques.
Enfin, l'ourdou, langue qui fut imposée par les autorités du Pakistan occidental, de 1947 à 1972, reste une langue assez parlée, encore, de nos jours, mais on ignore le nombre exact de locuteurs.
Le taux d'alphabétisation des plus de 15 ans en 2015 est estimé à 62 % selon l'UNESCO, dont 65 % pour les hommes et 58 % pour les femmes. Ce taux est le résultat d'une amélioration du niveau d'éducation puisqu'il était d'environ 41 % en 2005, dont 50 % des hommes et 31 % des femmes. Cette amélioration est due au lancement de plusieurs programmes d'alphabétisation ; parmi les plus performants on trouve Food for Education (FFE) et un programme de bourses pour femmes aux niveaux primaire et secondaire.

## Sur Internet
- Moins de 5 % des Bangladais ont accès à internet, du fait de la grande pauvreté de la population, et du taux élevé d'analphabétisme, ce qui explique l'importance des consultations en langue anglaise car Internet est surtout consulté par l'élite lettrée et éduquée. Les cyber-cafés existent, surtout implantés dans les grandes villes, mais ils ne sont fréquentés que par une clientèle alphabétisée et aisée. 
|  | 64 |

|  | 33 |

|  | 94 |

|  | 5 |

|  | 86 |

|  | 14 |

|  | 97 |

|  | 3 |

| # | Langue  |
| - | ------- |
| 1 | Bengali |
| 2 | Anglais |